# Dobitnici Porina 2000.
Porin je najuglednija diskografska nagrada u Republici Hrvatskoj. Ustanovljen je 1993. godine od Hrvatske diskografske udruge, Hrvatske glazbene unije, Hrvatskog društva skladatelja i Hrvatske radio televizije, a redovito se godišnje dodjeljuje od 1994. godine.

## Popis dobitnika
Dobitnici diskografske nagrade Porin u 2000. godini. Porin je dodijeljen u 45 kategorija, a nagradu za životno djelo dobili su Pero Gotovac, Vice Vukov i Zagrebački kvartet.

## Vanjske poveznice
- www.porin.info – Dobitnici Porina 2000.  Arhivirana inačica izvorne stranice od 19. prosinca 2013. (Wayback Machine)